# Frankenia fischeri
Frankenia fischeri är en frankeniaväxtart som beskrevs av Cristóbal Mariá Hicken. Frankenia fischeri ingår i släktet frankenior, och familjen frankeniaväxter. Inga underarter finns listade i Catalogue of Life.